# تاو لين
تاو لين (بالإنجليزية: Tao Lin)‏ (2 يوليو 1983، الإسكندرية في الولايات المتحدة)؛ شاعر، كاتب وروائي أمريكي. درس في جامعة نيويورك.